# Montepío Cinematográfico Español
El Montepío Cinematográfico Español fue una mutualidad profesional fundada en 1924. Se pretendía que tuvieran cabida en ella los trabajadores de todas las ramas de la industria cinematográfica española.

## Orígenes
La asociación fue promovida por Julio Gordo, actuario de la distribuidora Ernesto González y por el escritor cinematográfico Juan Antonio Cabero.
La primera reunión de la Junta Directiva tuvo lugar en abril de 1924. Dicha Junta quedó constituida por: Antonio Caballero (presidente), Juan Antonio Cabero (vicepresidente), Juan Moriano (tesorero), Miguel de las Santas (contador), Mateo Notario (secretario 1º), Julio Gordo (secretario (2º), Ángel Díez, Armando Pou, Adolfo Martínez, José Fernández, Domingo Herrero y Gustavo Mascuñán (vocales).

## Actividad
El Montepío Cinematográfico Español tenía su sede social en la calle Montera, 10, de Madrid.
Las cuotas mensuales eran de 2,50, 5 y 7,50 pesetas, según categorías, que se reembolsaban diariamente a los asociados en caso de enfermedad o situación de paro superior a un mes.
En la Junta celebrada en marzo de 1930 Luis Sáiz ocupaba el cargo de presidente y Germán López Prieto se hacía cargo de la tesorería, cargo que ostentaría también entre los años 1931 y 1935, en 1939 y en 1942.
El Montepío Cinematográfico Español permanece inactivo desde mediados de la década de 1950. Una orden del 27 de octubre de 1997 regula la extinción y cancelación del registro administrativo de la entidad aseguradora en liquidación (p-1960).